# Johannes Boris Borowski
Johannes Boris Borowski (* 1979 in Hof an der Saale) ist ein deutscher Komponist.

## Leben und Werk
Johannes Boris Borowski besuchte das Jean-Paul-Gymnasium Hof und schloss dort sein Abitur ab. 
Er studierte Komposition in Berlin und Paris, bei Hanspeter Kyburz, Jörg Mainka und Marco Stroppa. Seit 2007 unterrichtet er an der Hochschule für Musik „Hanns Eisler“ Berlin Tonsatz, Analyse und Gehörbildung.
Seine Kompositionen wurden interpretiert durch renommierte Musiker und Formationen wie das Ensemble intercontemporain, das Ensemble Modern, das Ensemble Mosaik, das International Contemporary Ensemble das Lucerne Festival Academy Orchestra, Pierre Boulez, Susanna Mälkki, Enno Poppe, Pierre-Laurent Aimard und viele andere.

## Werke
- „Drähte“ für Ensemble (2003/04)
- „Inseln, Studie 2“ für Ensemble (2005)
- „change“ für Orchester (2007/08)
- „second“ für acht Instrumente (2008)
- „Wandlung“ für sechs Instrumente (2009)
- „Klavierstück I, Klavierstück II“ für Klavier solo und Klavier zu 4 Händen (2010)
- „Mappe“ für Ensemble (2008/09/10)
- „Klavierkonzert“ (2010/11)
- „Chergui“ für sieben Instrumente (2012)
- Streichquartett Nr. 1 (2016)

## Auszeichnungen und Förderungen
- 2003 Hanns-Eisler-Preis
- 2004 Kompositionspreis der Landeshauptstadt Stuttgart
- 2004/05 Stipendiat der Internationalen Ensemble Akademie, Frankfurt am Main
- 2006/07 NaFög-Stipendium des Berliner Senats
- 2007 Aufenthaltsstipendium an der Cité Internationale des Arts in Paris
- 2011 Aufenthaltsstipendium auf Schloss Wiepersdorf
- 2011 Förderpreis der Art Mentor Foundation Lucerne
- 2012/13 Baldreit Stipendium Baden-Baden
- 2014 Aufenthaltsstipendium im Künstlerhof Schreyahn